# Sagittario (rivière)
Pour les articles homonymes, voir Sagittario.
Le Sagittario est une rivière du centre-est de l'Italie de la région des Abruzzes.
Il prend sa source au Lac de Scanno dont il fait partie intégrante, à une altitude de 1 930 m.
En amont du lac, le cours d'eau s'appelle torrente Tasso.
Il traverse les communes de Anversa degli Abruzzi, Bugnara, Corfinio, Pratola, Peligna, Prezza, Roccacasale, Scanno, Sulmona, Villalago et Popoli (province de L'Aquila) où il se jette dans la rivière Aterno.
Le débit du Sagittario alimente une centrale électrique construite en 1920, appartenant à l'ENEL, d'une puissance de 20 MW.
Affluents de droite
- Gizio

Affluents de gauche
- Pezzana

## Sources
- (it) Cet article est partiellement ou en totalité issu de l’article de Wikipédia en italien intitulé « Sagittario (fiume) » (voir la liste des auteurs).